# Bobbie el perro maravilla
Bobbie el perro maravilla es un perro de raza Collie Escocés que se convirtió en una sensación mundial en la década de 1920 por su increíble hazaña de encontrar su camino a casa desde la otra punta del país. Su historia es un testimonio de la capacidad de los perros para superar obstáculos y hacer lo que sea necesario para encontrar su camino de regreso a sus dueños.

## Historia
La historia de Bobbie comenzó en 1923, cuando el perro pertenecía a un matrimonio llamado Frank y Elizabeth Brazier de Silverton, Oregón. Durante una excursión familiar a Wolcott, Indiana, desapareció misteriosamente. Después de buscarlo durante varios días, el matrimonio Brazier finalmente se vio obligado a regresar a casa sin su querido perro.
Sin embargo, seis meses después de su desaparición, Bobbie apareció repentinamente en la puerta de su casa en Silverton, con una notable pérdida de peso y heridas en las patas. El perro había recorrido más de 4.800 kilómetros para regresar a casa, cruzando ríos, montañas y desiertos en su viaje épico.
Bobbie había viajado a través de los estados de Indiana, Illinois, Iowa, Nebraska, Colorado, y finalmente, Oregón, sin el apoyo de un ser humano y sin un hogar temporal. Se cree que sobrevivió cazando animales pequeños y comiendo de la basura. Además, el perro había cruzado por la gran llanura de nieve del invierno de 1923-24, por lo que se ganó la admiración de la gente por su fuerza, resistencia y habilidades de supervivencia.
El regreso de Bobbie a casa se convirtió en un gran acontecimiento para la comunidad local y fue reportado en periódicos de todo el país. Bobbie se convirtió en un héroe popular, y su historia de supervivencia y determinación inspiró a muchas personas.
Después de su regreso a casa, Bobbie continuó viviendo una vida tranquila con su familia en Silverton. Sin embargo, su fama como perro maravilla se extendió por todo el país y se convirtió en una leyenda canina. Bobbie recibió numerosos homenajes y regalos de admiradores de todo el mundo, incluyendo una medalla de oro y una estatua en su honor. Su historia además pasó a formar parte de los muros de Oregón, los cuales cuentan con pintura la historia de Bobbie en las calles de la ciudad.

## Legado
La hazaña de Bobbie es especialmente notable porque ocurrió en una época en la que los perros no eran considerados como animales de compañía, sino como animales de trabajo. La mayoría de los perros de la época eran utilizados para la caza, el pastoreo y otras tareas relacionadas con la agricultura. La historia de Bobbie demostró que los perros son animales inteligentes, leales y capaces de hacer cosas asombrosas.
La historia de Bobbie también inspiró a la gente a tomar medidas para proteger a los perros y tratarlos con el respeto que se merecen. Después de que la historia de Bobbie se hizo famosa, la gente comenzó a ver a los perros de manera diferente y a tratarlos como seres vivos que merecen amor y cuidado. La historia también ayudó a popularizar la raza Collie, y muchos propietarios de perros comenzaron a buscar perros de esta raza como mascotas.
También, se convirtió en un símbolo de la determinación y la resistencia humana. La hazaña de Bobbie es una muestra de que si se tiene la determinación y voluntad suficientes, es posible superar cualquier obstáculo.